# Hrvatski blok (1990.)
Hrvatski blok je naziv za savez sklopljen početkom 1990. između HDZ-a, HSS-a i HSP-a kojemu je cilj bilo sudjelovanje na višestranačkim izborima i rušenje socijalističkog političkog sustava. Koalicija je pobijedila na izborima, no udio HSS-a i HSP-a bio je tek simboličan.